# باشگاه فوتبال نوشاتل زاماکس
باشگاه فوتبال نوشاتل زاماکس (انگلیسی: Neuchâtel Xamax FCS) یک باشگاه فوتبال سوئیسی مستقر در نوشاتل است. این باشگاه در سال ۱۹۱۲ تأسیس شد. نام Xamax از بازیکن بین‌المللی افسانه‌ای سوئیسی "زام" مکس آبگلن، یکی از اعضای موسس آن گرفته شده است.